# Haslingden

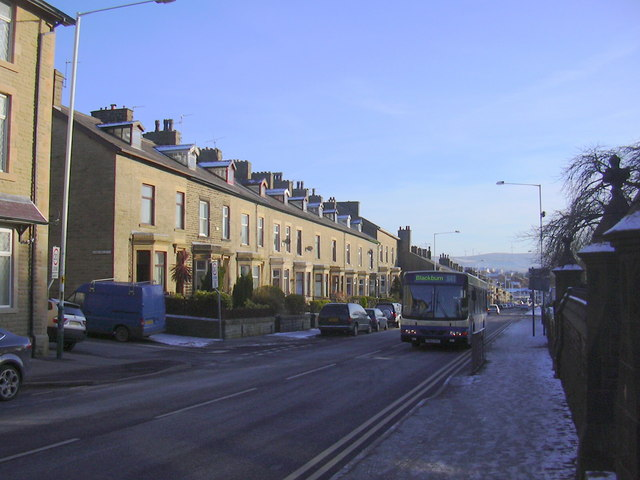
Rue typique d'Haslingden, la Manchester Road.

Haslingden est une ville du nord-ouest de l'Angleterre, dans le Lancashire.
Elle se trouve dans la vallée de Rossendale, à 31 kilomètres au nord de Manchester. Elle comptait 16 849 habitants au recensement de 2001.

## Histoire
Haslingden est au XIXe siècle une ville manufacturière, principalement du coton, attirant une population venue d'Irlande, d'Écosse et du nord de l'Angleterre. Elle décline pendant la Première Guerre mondiale. Une immigration importante venant surtout du Pakistan se produit à partir des années 1970.

## Personnalités
- John Cockerill (1790-1840), industriel né à Haslingden
- Michael Davitt (1846-1906), socialiste et indépendantiste irlandais, y a passé une partie de sa jeunesse
- Alan Rawsthorne (1905-1971), compositeur né à Haslingden
- Antonella Brollini (1974), YouTubeuse professionnelle résidant à Haslingden[1].